# La Face cachée de la Lune (pièce de théâtre)
Pour les articles homonymes, voir La Face cachée de la Lune.
La Face cachée de la Lune est un spectacle solo du dramaturge québécois Robert Lepage, dont la première présentation publique eut lieu au Théâtre du Trident de Québec le 2 mars 2000.